# سلمان ناطور
سلمان ناطور (1949-2016) هو كاتب وروائي فلسطيني من عرب 48، ولد في دالية الكرمل جنوب مدينة حيفا عام 1949. أنهى دراسته الثانوية في بلدته ثم واصل دراسته الجامعية في القدس ثم في حيفا. درس الفلسفة العامة وعمل في الصحافة منذ العام 1968 وحتى 1990 حيث حرر الملحق الثقافي في جريدة الاتحاد الحيفاوية ومجلة الجديد الثقافية.

حاضر في مواضيع الثقافة الفلسطينية، وحرّر مجلة «قضايا إسرائيل» التي تصدر عن المركز الفلسطيني للدراسات الإسرائيلية في رام الله.

كما أدار معهد إميل توما للدراسات الفلسطينية الإسرائيلية الموجود في حيفا وشارك في تأسيس وإدارة عدد من المؤسسات العربية، بينها: الرئيس الأول لإتحاد الكتاب العرب، وجمعية تطوير الموسيقى العربية، ورئيس مركز إعلام للمجتمع الفلسطيني في إسرائيل، ورئيس حلقة المبدعين العرب واليهود ضد الاحتلال ومن أجل السلام العادل وعضو إدارة مركز عدالة، عمل في مركز مساواة لحقوق المواطنين العرب خلال السنوات 2011-2015 مديراً لمشروع الثقافة حقوق وفضاءات. 

صدر له حوالي ثلاثين كتاباً بينها كتاب باللغة العبرية وأربعة كتب للأطفال وخمس ترجمات عن العبرية. 

مثّل الثقافة الفلسطينية في العديد من المؤتمرات والمهرجانات العربية والأجنبية.
توفي صباح 15 فبراير 2016 إثر إصابته بأزمة قلبية حادة.

## الإنتاج الادبي والفكري
- آراء ودراسات في الفكر والفلسفة، القدس 1971 مقالات.
- ما وراء الكلمات، القدس 1972 قصص قصيرة.
- أنت القاتل يا شيخ، القدس 1976 رواية.
- الشجرة التي تمتد جذورها إلى صدري 1978 الأسوار عكا قصص قصيرة.
- أبو العبد في قلعة زئيف 1980 بيروت دار المصير مقالات ساخرة.
- ساعة واحدة وألف معسكر 1981 حيفا دار اليسار مقالات ساخرة.
- وما نسينا 1983 دار الجديد حيفا قصص تسجيلية عن النكبة.
- كاتب غضب 1985 الاتحاد حيفا مقالات ساخرة.
- حكاية لم تنته بعد 1986 دار العماد حيفا مقالات ساخرة.
- خمارة البلد 1987 الاتحاد حيفا قصص ساخرة.
- يمشون على الريح 1992 مركز يافا كتابة تسجيلية (صدر باللغة العبرية أيضاً).
- فقسوسة 1995 قصة للأطفال.
- دكدوك 1995 قصة للأطفال.
- شرقشند 1995 قصة للأطفال.
- شيكي بيكي 1995 قصة للأطفال (وزارة الثقافة الفلسطينية أعادت طباعة القصص الأربع ووزعت على المدارس الفلسطينية عام 2004).
- طائفة في بيت النار 1995 مقالات.
- من هناك حتى ثورة النعناع 1995 حوارات مع الكتاب الإسرائيليين.
- ثقافة لذاتها، ثقافة في ذاتها 1995 مقالات عن الثقافة الفلسطينية.
- دائرة الطباشير الفلسطينية 1995 مقالات سياسية
- هل قتلتم أحدا هناك؟ نص من وعن الذاكرة 2000 بيت الشعر رام الله.
- أريحا..رحلة يوم وعشرة آلاف عام 2000 مؤسسة تامر رام الله تسجيلي.
- فلسطيني على الطريق 2000 مؤسسة تامر رام الله تسجيلي.
- الاعلام الإسرائيلي والانتفاضة 2001 (دراسة).
- ذاكرة 2006 مركز بديل – بيت لحم.
- سفر على سفر.2008، مؤسسة تامر رام الله.
- ستون عاماً/ رحلة الصحراء، 2009, دار الشروق عمان – رام الله.
- هي أنا والخريف، رواية، 2011، دار راية للنشر، حيفا.

## اعداد وترجمة عن العبرية
- الزمن الأصفر دافيد غروسمان 1976.
- أحاديث في العلم والقيم يشعياهو لايبوفيتش 1995.
- عادة للريح قصص لسبعة كتاب عبريين 1990.
- لمن ترسم الحدود قصص إسرائيلية 1996.
- من بياليك إلى عميحاي قصائد إسرائيلية 2000.
- إسرائيل/ فلسطين الواقع وراء الأسطورة ميخائيل هرسيغور دراسة تاريخية.
- قصص إسرائيلية صدرت عن مركز مدار رام الله 2004.
- ما أروع هذه الحرب كتاب دان ياهف عن العسكرة في المجتمع الإسرائيلي صدر عن مدار 2004.
- جدلية المنفى والوطن ما، ايلان غور زئيف، مدار 2006.
- المسرح الإسرائيلي، شمعون ليفي، مدار 2006.

## مسرحيات
- المستنقع. الناصرة 1982 إخراج رياض مصاروة.
- موال. الناصرة، 1990 إخراج راضي شحادة.
- هزة الغربال. الناصرة، 1992 إخراج سليم ضو.
- هبوط اضطراري القدس – مسرح الحكواتي 1999 إخراج مازن غطاس (بالعبرية مسرح السرايا في يافا إخراج غاي كوهين 2004). مسرح حكايا رام الله 2009.
- ذاكرة. مسرح السرايا يافا 2003 إخراج أديب جهشان.

## ترجمة واعداد مسرحيات
- المتاهة عن رواية سامي ميخائيل إنتاج بيت الكرمة.
- الحارس مسرحية هارولد بنتر المسرح البلدي حيفا.
- طريق الالآم مسرحية ديفيد هير مسرح الكاميري تل أبيب.